# Mas Llapart
El Mas Llapart és una masia de Camós (Pla de l'Estany) protegida com a bé cultural d'interès local.

## Descripció
Gran mas de planta rectangular amb diversos cossos afegits. L'estructura bàsica està composta per tres crugies suportades per cairats de fusta. Tipologia clàssica.
La sala és més alta que les dependències laterals, cosa que resta reflectida a l'exterior degut a l'absència de murs en el graner (ara golfes) de la planta superior. Aquest és un bon exemple d'una forma tradicional a la comarca, que permet l'emmagatzemament del gra. S'adopta la solució constructiva de pilars i jàsseres en substitució de murs de càrrega i arcs.
Construïda amb carreus i pedres nobles a les cantonades, llindes, ampits i brancals. Sobre la pedra d'entrada de la casa trobem una fornícula que acull una imatge de Sant Maurici i enmig una inscripció del segle xviii que reflecteix la mentalitat pagesa de l'època. Cal remarcar la solució de tres carreus als ampits de les finestres, l'escalonament dels badius i, en general, la interessant composició de les façanes, tant la principal com la del darrere.

## Història
La construcció originària era una característica masia de tres crugies i coberta a dues vessants. La seva estructura actual és el resultat d'una sèrie de reformes i ampliacions culminades l'any 1756, moment en què es produeix la unificació del mas amb un d'aquest cossos exempts formant un pati interior.